# تپه کچل لریوی
تپه کچل لریوی مربوط به اشکای - سده‌های اولیه و میانه دوران‌های تاریخی پس از اسلام است و در شهرستان گرمی، بخش مرکزی، دهستان اجارود شمالی، روستای کچل لر واقع شده و این اثر در تاریخ ۱۲ شهریور ۱۳۸۶ با شمارهٔ ثبت ۱۹۳۹۶ به‌عنوان یکی از آثار ملی ایران به ثبت رسیده است.